# Kovács István (ökölvívó)
Kovács István, ismert becenevén Kokó (Budapest, 1970. augusztus 17. – ) olimpiai, világ- és Európa-bajnok magyar ökölvívó.

## Sportpályafutása

### Amatőr pályafutása
Az EVIG SE színeiben kezdett bokszolni 1985-ben. Nevelőedzője Wallenhofer Zoltán volt. 1988-ban junior Európa-bajnok volt. Ezután a Vasas SC-be igazolt. Edzője Bódis Gyula lett. 1989-ben megnyerte az országos bajnokságot és a Dobó István nemzetközi ökölvívó versenyt, Kölnben és az Atom kupán második helyezett lett. A felnőtt vb-n nem tudott csapatba kerülni. 1990-ben ismét magyar bajnok volt. A világkupán, Dublinban ezüstérmes lett. Októberben 6. volt a világranglistán. Az év végén a legjobb magyar ökölvívónak választották. Az 1990–1991-es szezonban a német Bundesligában, a TSC Boxring Berlin egyesületében szerepelt. 1991-ben nyert Bangkokban, a Francia nagydíjon, az országos bajnokságon, az Európa-bajnokságon, az Atom kupán, Berlinben és a világbajnokságon is. Ebben az évben mind a 30 mérkőzését megnyerte. Az év végén az év magyar sportolója címet is elnyerte. 1992-t egy, az Egyesült Államok elleni csapattalálkozón elszenvedett vereséggel nyitotta. Júniusban ismét magyar bajnok volt. Az olimpián az elődöntőig jutott. Az ötkarikás játékok után 54 kilóban szerepelt.
1993-ban Velencében, egy versenyen, amit megnyert, eltörött az ujja, emiatt ob és a vb kihagyására kényszerült. Az Európa-bajnokságon bronzérmes lett. 1994-ben ismét győzött Velencében. A bangkoki világkupán bronzérmes lett. 1995-ben a 16 között búcsúzott a világbajnokságon. A következő évben megnyerte az Európa-bajnokságot, majd az olimpián is első helyen végzett. Az olimpia után súlycsoportot váltott.
1997-ben a Bundesligában a BC Flensburg színeiben küzdött és második lett a csapatbajnokságon. Júniusban bejelentette, hogy a következő évtől profi versenyző lesz. Októberben Budapesten világbajnoki arannyal fejezte be amatőr pályafutását.

#### Jelentősebb eredményei
Négy különböző súlycsoportban (papírsúly, légsúly, harmatsúly, pehelysúly) ért el eredményeket.
- 1988: Junior Európa-bajnokság, Gdansk, papírsúly: 1.
- 1988: Magyar bajnokság, papírsúly: 2.
- 1989-1995: Magyar bajnokság, légsúly: 1.
- 1991: Európa-bajnokság, Göteborg, légsúly: 1.
- 1991: Tournoi TSC Berlin légsúly: 1.
- 1991: Világbajnokság, Sydney, légsúly: 1.
- 1992: Olimpia, Barcelona, légsúly: 3.
  - győzelem Dharmendra Yadav (India) 21-5
  - győzelem Jesper Jensen (Dánia) 14-0
  - győzelem Héctor Julio Avila (Dominikai Köztársaság) 17-3
  - vereség Choi Chol-Su (Észak-Korea) 5-10
- 1993: Európa-bajnokság, Bursa, harmatsúly: 3.
- 1994: Tournoi Venice, harmatsúly: 1.
- 1994: Világkupa, Bangkok, harmatsúly: 3.
- 1995: Tournoi Venice, harmatsúly: 1.
- 1996: Európa-bajnokság, Vejle, harmatsúly: 1.
- 1996: Olimpia, Atlanta, harmatsúly: 1.
  - 32 - győzelem Söner Karagöz (Törökország) 15-3
  - 16 - győzelem Khursed Kaszanov (Tadzsikisztán) 17-3
  - negyeddöntő - győzelem Crinu Olteanu (Románia) 24-2
  - elődöntő - győzelem Vichairachanon Khadpo (Thaiföld) 12-7
  - döntő - győzelem Arnaldo Mesa (Kuba) 14-7
- 1996: Magyar bajnokság, pehelysúly: 1.
- 1997: Világbajnokság, Budapest, pehelysúly: 1.

### Profi karrierje
1997 októberétől lett az Universum Box-Promotion sportolója. Edzője Fritz Sdunek volt. 1997. december 13-án Hamburgban mutatkozott be a profik között, a francia Ahmed Laint KO-val győzte le. 1999 májusában a Nabaloum Dramane elleni mérkőzésen a WBC nemzetközi bajnoka lett. 1999 novemberében orrcsonttörést szenvedett. 2000 júniusában Steve Robinson legyőzésével profi Európa-bajnok lett. 2001 januárjában Antonio Díaz kiütésével megszerezte a WBO világbajnoki címét. Következő mérkőzésén, június 16-án Julio Pablo Chacon kiütötte a 6. menetben, ezzel elveszítette világbajnoki övét. Ezután egy mérkőzést megnyert, de 2002 márciusában bejelentette visszavonulását. Utolsó összecsapására 2002. április 20-án került sor. Eredményei: 22 győzelem (11 KO) és 1 vereség (KO).

## Sportpályafutása után
2002-től a WBO mérkőzésellenőre, emellett ugyanettől az évtől az RTL Klub Kell egy csapat című kvízvetélkedőjének műsorvezetője lett. 2003 decemberétől a MÖSZ menedzser-igazgatója lett. 2004 novemberétől a WBO alelnöke. 2005-től profi mérkőzésvezetőként is tevékenykedhet. 2007-től a MÖSZ-hivatásos tagozatának szakmai bizottságának elnöke lett. 2007 márciusától a MÖSZ tiszteletbeli elnöke lett. 2008-tól a MÖSZ profi tagozatának elnöke. 2008-tól MOB elnökségi tag. A MOB londoni olimpiai előkészítő bizottság vezetője volt. 2013 szeptemberében lemondott MÖSZ tiszteletbeli elnöki posztjáról. 2014 novemberétől a Ferencvárosi TC ökölvívó-szakosztályának vezetője lett. 2017 májusában beválasztották a MOB felügyelő bizottságába.
2002-ben Boxutca néven éttermet nyitott.
A Magyar Ökumenikus Segélyszervezet Jószolgálati Nagykövete. Az RTL Klub, a SportKlub és a Lánchíd rádió állandó munkatársa. 2011-től az MTV-ben is jelentkezett egy olimpiai magazinnal.
A 2016-os labdarúgó-Európa-bajnokság idején az M4 Sport csatorna televíziós műsorvezetője volt.
2020-ban a Testnevelési Egyetemen ökölvívó-szakedzőként szerzett diplomát.
2021 márciusában az Nemzetközi Amatőr Ökölvívó-szövetség (AIBA) főtitkára lett. Ezt a posztját 2022 júliusáig töltötte be.

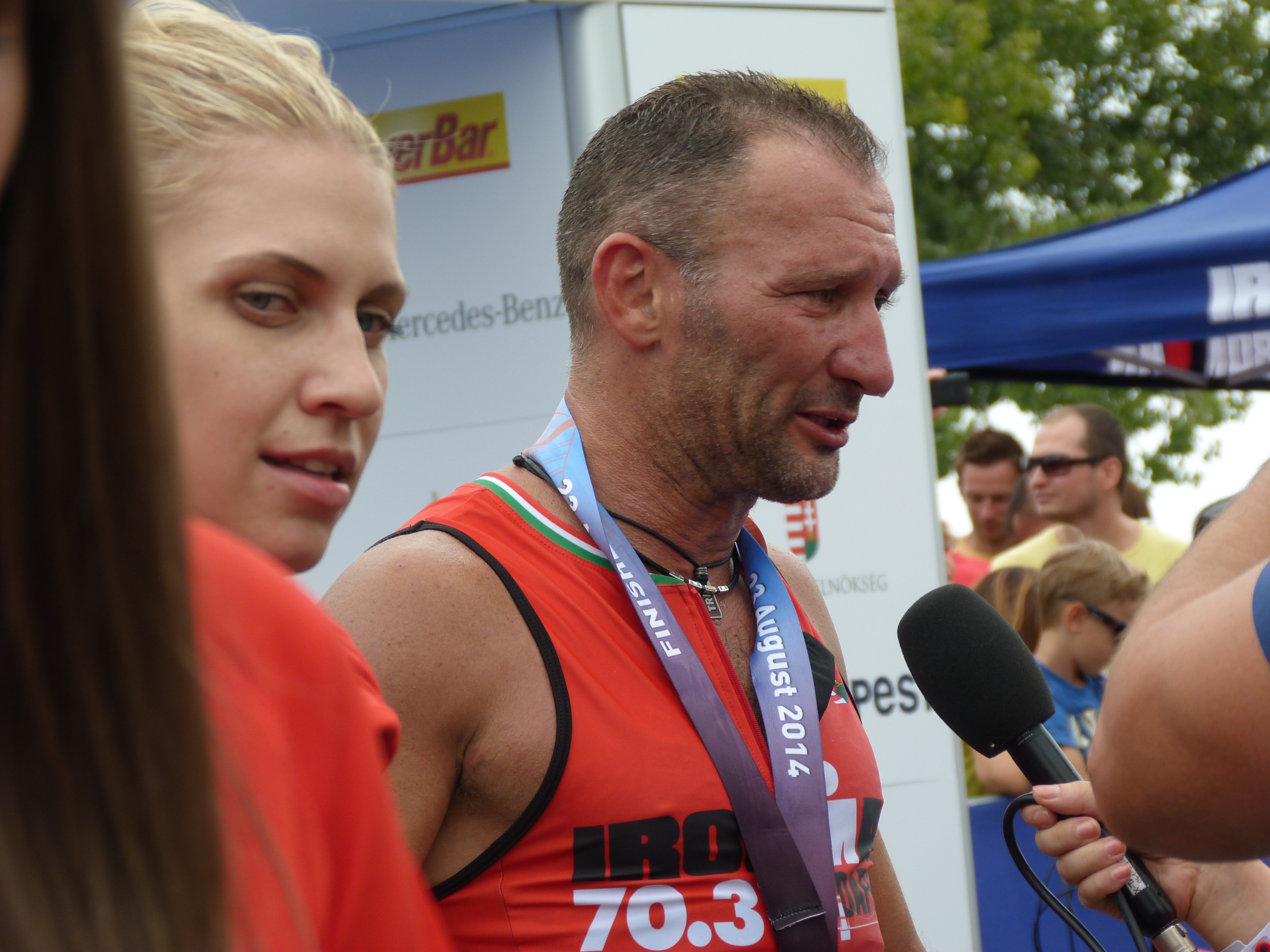
Kokó, a vasember - 2014

2024. november 9-én nagy többséggel választották meg a Magyar Ökölvívó Szakszövetség elnökévé.

## Díjai, elismerései
- Az év magyar ifjúsági sportolója választás, harmadik helyezett (Telesport)(1988)
- Kiváló ifjúsági sportoló (1988)
- Az év magyar ökölvívója (1990, 1991, 1994, 1995, 1996, 1997)
- Az év magyar sportolója (1991, 1996)
- Magyar Köztársasági Bronz Érdemkereszt (1992)
- A Magyar Köztársasági Érdemrend tisztikeresztje (1996)
- Kőbánya díszpolgára (1996)[10]
- Az év magyar férfi sportolója választás, második helyezett (1997)
- Köztársasági Elnöki Arany Emlékérem (1999)
- Az év profi bokszolója (EBU) (2000)
- A Magyar Köztársasági Érdemrend középkeresztje (2002)
- MOB fair play-díj (életmű kategória) (2015)[11]

## Magánélete
Első felesége Serfőző Krisztina volt, akitől két gyermeke született: Bence 1994-ben, Gergő pedig 1998-ban. 2016-ban elváltak. Második feleségével, a maratonfutó Garami Katalinnal 2019-ben házasodott össze, miután 2018 februárjában megszületett Zalán nevű fiuk. 2022-ben megszületett második gyermekük.

## Érdekesség
- Rácz Zsuzsa Állítsátok meg Terézanyut! című regényében Szeretünkpisti címmel fejezetet szentel a Chacon elleni mérkőzésének.
- Továbbá az Üvegtigris, Üvegtigris 2. és Üvegtigris 3. című magyar filmvígjátékokban, valamint a Barátok közt című sorozat I. évadjában is szerepelt.